# Baldwin Dakile

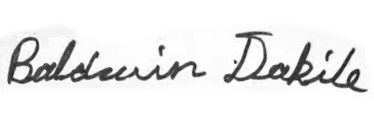
Unterschrift Baldwin Dakile

Baldwin „Bodo“ Dakile, auch als Baldwyn Dakile geführt, ist ein südafrikanischer ehemaliger Kinderdarsteller. Er wurde durch seine Rolle des Bodo in den Filmen Plattfuß in Afrika und Plattfuß am Nil mit Bud Spencer in der Hauptrolle einem breiten Publikum bekannt.

## Leben
Dakile wurde Anfang der 1970er Jahre, zwischen 1972 und 1973, als Angehöriger der Zulu geboren. Wie in der Ausgabe von Der Große Preis vom 20. Juli 1978 mit Wim Thoelke bekannt wurde, lebte er zu dieser Zeit mit seinen Eltern und drei Brüdern in Johannesburg. Neri Parenti war Regieassistent während den Dreharbeiten zu Plattfuß in Afrika und erhielt die Aufgabe, einen dunkelhäutigen Jungen von höchstens fünf Jahren für die Rolle des Bodo in Soweto, einem Township in der Nähe von Johannesburg, zu casten, wie er im November 2020 erschienenen Buch Due palle... di Natale beschrieb. Über Dakiles Mutter, die perfektes Englisch sprach, wurden die nötigen Formalitäten abgewickelt. Während der Dreharbeiten wurde Dakile aufgrund der Apartheid der Besuch eines Restaurants mit Bud Spencer verwehrt, worauf auch dieser Abstand dazu nahm, in der Lokalität zu speisen. 1980 verkörperte er in Plattfuß am Nil erneut die Rolle des Bodo. In beiden Filmen spricht ihn Dorette Hugo für die deutschsprachige Synchronfassung. 1982 war er letztmalig als Schauspieler in der Rolle des Tony in der deutschen Filmproduktion Im Dschungel ist der Teufel los zu sehen.
In seinem am 1. April 2016 erschienenen Buch Was ich euch noch sagen wollte ... erwähnte Spencer, neben dem Vorfall in dem südafrikanischen Restaurant, dass Dakile mittlerweile als angesehener Anwalt arbeitet und er Spencer bereits in Rom besuchte. Dem widerspricht Parenti in seinem Buch Due palle... di Natale, in diesem schreibt er, dass er von der Mutter Dakiles einen Brief erhielt, in dem sie darüber schrieb, dass ihr Sohn bei einer Jugendrevolte gegen den Rassismus in Südafrika ums Leben kam.

## Filmografie (Auswahl)
- 1978: Plattfuß in Afrika (Piedone l’africano)
- 1980: Plattfuß am Nil (Piedone d’Egitto)
- 1982: Im Dschungel ist der Teufel los